# Huixquilar
Huixquilar är en ort i Mexiko.   Den ligger i kommunen Amatenango de la Frontera och delstaten Chiapas, i den sydöstra delen av landet, 900 km sydost om huvudstaden Mexico City. Huixquilar ligger 1 285 meter över havet och antalet invånare är 302.
Terrängen runt Huixquilar är kuperad åt nordväst, men åt sydost är den bergig. Runt Huixquilar är det ganska tätbefolkat, med 100 invånare per kvadratkilometer. Närmaste större samhälle är Frontera Comalapa, 9,5 km nordväst om Huixquilar. I omgivningarna runt Huixquilar växer i huvudsak städsegrön lövskog.